# شيرمان دبليو. ويد
شيرمان دبليو. ويد (بالإنجليزية: Sherman W. Wade)‏ هو سياسي أمريكي، ولد في 12 ديسمبر 1895، وتوفي في 11 ديسمبر 1969. حزبياً، نشط في الحزب الديمقراطي. وقد انتخب عضو مجلس ولاية ويسكونسن.